# Order Męczeństwa i Zwycięstwa
Order Męczeństwa i Zwycięstwa, nazwa pełna: Order Męczeństwa i Zwycięstwa dla Represjonowanych od 1939 do 1989 r. za Polskę Wolną i Sprawiedliwą – polskie odznaczenie kombatanckie.

## Historia
Pomysłodawcą odznaczenia był prof. Eugeniusz Jezierski, który 20 grudnia 1981 zgłosił wniosek jego ustanowienia na tajnym spotkaniu Ogólnopolskiej Wojskowej Organizacji Niepodległościowej (OWON), lecz jego realizację postanowiono odłożyć do czasu ponownego odzyskania niepodległości przez Polskę. Po przekształceniu się OWON w Krajowy Związek Weteranów Walk 1939-1989 o Polskę Wolną i Sprawiedliwą oraz Niezależny Krajowy Związek Zawodowy „Solidarność Weteranów Pracy”, usiłowano ustanowić order jako odznaczenie państwowe, lecz ostatecznie powstał na początku 1991 jako odznaczenie związkowe uchwałą III Krajowego Walnego Zjazdu KZWW 1939-1989 oPWiS. Order posiada swoją Kapitułę.
Mógł być nadawany pośmiertnie zamordowanym w czasie wojny przez funkcjonariuszy sowieckich i III Rzeszy oraz pomordowanym na mocy powojennych wyroków sądowych Polski Ludowej i ZSRR za działalność niepodległościową. Nadawany osobom represjonowanym za działalność antykomunistyczną, antysowiecką lub antypeerelowską na rzecz niepodległości, wolności, sprawiedliwości i suwerenności Polski, także osobom prawnym (jak organizacje kombatanckie).
Autorami projektu graficznego odznaki byli Eugeniusz Jezierski, Adam Jaworski-Sas-Choroszkiewicz i Włodzimierz Sawa-Borysławski, a wykonawcą została pracownia Tadeusza Śliwińskiego ze Swarzędza.

## Odznaczeni
Do 15 lipca 1995 nadano łącznie 2003 ordery.
Order został nadany zbiorowo wszystkim oficerom, podoficerom, szeregowym Wojska Polskiego i Policji oraz członkom elit intelektualnych wymordowanych z rozkazu Stalina przez NKWD (nr leg. 1999).
Niektórzy pozostali odznaczeni indywidualnie:
- ks. Jerzy Popiełuszko (pośmiertnie, nr leg. 434)[1]
- ppłk inż. Roman Górecki (nr leg. 115)[1]
- kpt. Konrad Strycharczyk
- Wojciech Brejter
- ks. rtm. Zdzisław Peszkowski
- por. Bolesław Hebrowski
- mgr Walter Wiesław Gołębiewski
- mjr Stefan Ejsmont
- ppor. Mieczysław Wariwoda
- kpt. Józef Rusak
- por. Tadeusz Przegaliński
- phm. dr Szymon Poradowski